# Molen van Brands
De Molen van de familie Brands was een korenmolen in het Drentse Rolde. 
Deze molen is in 1898 gebouwd, de voorganger van deze molen was in 1897 namelijk door brand verwoest. In tegenstelling tot de andere molen van Rolde stond deze molen niet op een heuvel, maar op een gemetselde romp met stelling.  
In 1911 werd er nog een bijgebouw geplaatst voor een locomobiel om op stoom te kunnen malen. In 1919 is de molen afgebroken. Een regulateur van deze molen is nog in gebruik in de molen De Juffer te Gasselternijveen. 